# Iráklion (ort i Grekland)
Iráklion (Irakleio) är en ort i Grekland.   Den ligger i prefekturen Nomós Thessaloníkis och regionen Mellersta Makedonien, i den norra delen av landet, 300 km norr om huvudstaden Aten. Iráklion ligger 101 meter över havet och antalet invånare är 914.
Terrängen runt Iráklion är kuperad åt nordväst, men åt sydost är den platt.Runt Iráklion är det ganska tätbefolkat, med 83 invånare per kvadratkilometer. Närmaste större samhälle är Thessaloníki, 15,3 km sydväst om Iráklion. Trakten runt Iráklion består till största delen av jordbruksmark.